# Liste des nomes de Sésostris Ier
La liste des nomes de Sésostris Ier se trouve à l'extérieur, sur les murs latéraux opposés de la chapelle blanche de Sésostris Ier reconstruite, dans la zone du musée en plein air du complexe du temple d'Amon-Rê de Karnak. La liste comprend 22 nomes de Haute-Égypte et 16 (plus tard 20) nomes de Basse-Égypte, également appelés nomos ou districts en grec.

## Aperçu
Les nomes de la liste se distinguent par des symboles, les plus anciens figurant sur un étendard, les plus récents étant écrits sans étendard. Ils portent des nomes et sont représentés en bas-relief.
La liste avait pour but la création d'un cadastre ; la mention des lieux principaux et des dieux qui y étaient vénérés servait plutôt à identifier le lieu de stockage de la corde de mesure de chaque nome, la signification religieuse de la chapelle étant incontestable. Afin de pouvoir comparer les données cadastrales des nomes, les écarts entre les mesures de longueur (100 coudées) des nomes respectifs et les 100 coudées royales de la résidence du roi ont été inclus dans la liste des nomes, une première approche de la standardisation.
Pour Sésostris Ier, la manifestation de la taille des districts sur un bâtiment public, la chapelle blanche, était manifestement une préoccupation importante lors de la réorganisation de l'empire après une période de troubles.

## La liste en détail

### Structure

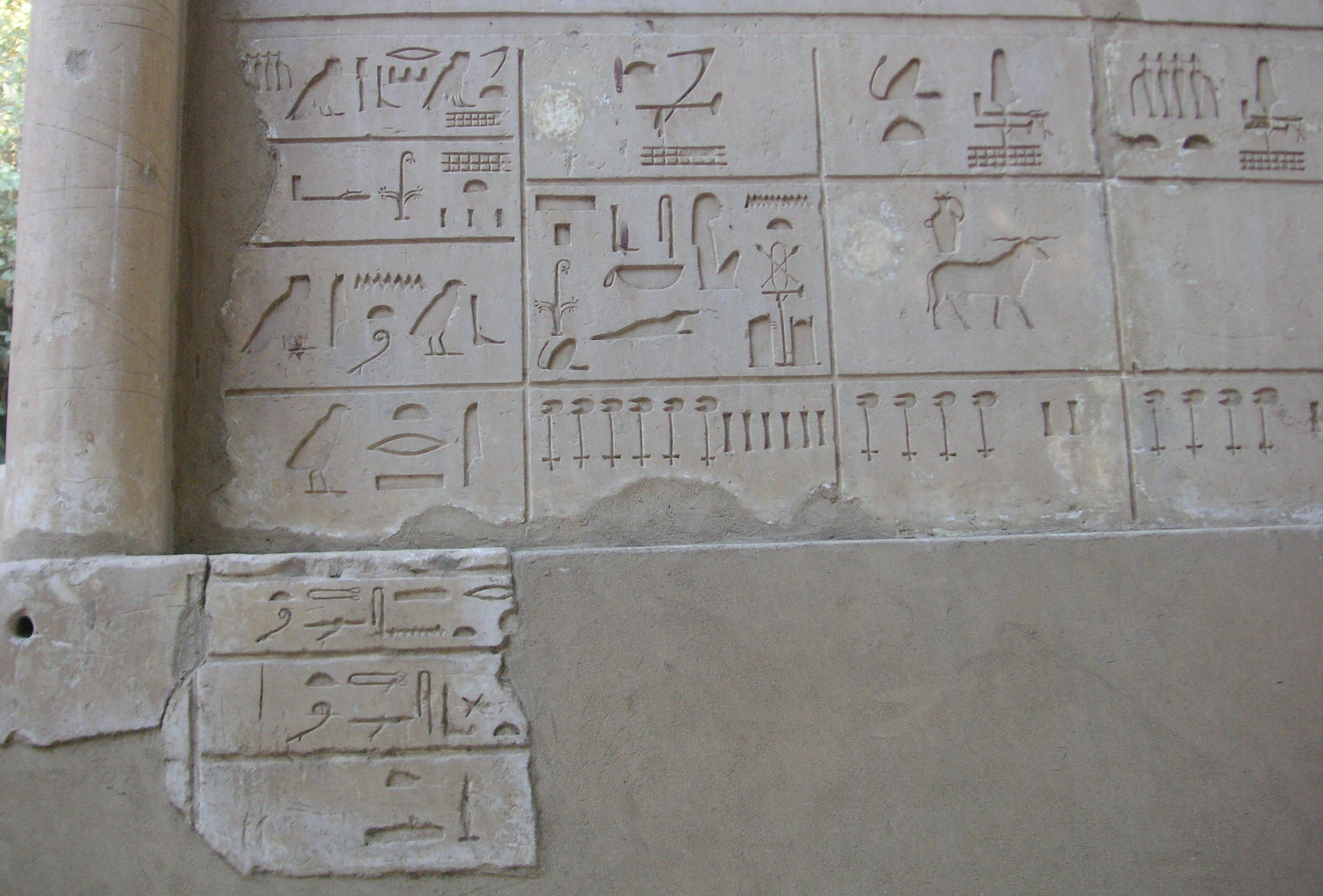
Légende expliquant la structure de la liste

Une légende à la fin de la liste (colonne de gauche dans l'image) explique sa structure :
- la ligne supérieure de la liste contient les noms des nomes ;
- la ligne inférieure indique le lieu de conservation de la corde de mesure (littéralement : bw ntj [corde de mesure] jm, c'est-à-dire « lieu où se trouve la corde de mesure ») : sont nommés les dieux dans le temple desquels il est conservé, ou leur lieu de culte, ou la métropole du nome ;
- la troisième ligne indique l'étendue du nome, essentiellement en unités Iterou (jtrw), environ 10,5 km, littéralement « mesure du fleuve », c'est-à-dire mesurée le long du Nil ; à cela s'ajoutent des informations sur la superficie en kha(-ta) (1 kha(-ta) = 10 setjat = 27 250 m²) ;
- en dessous figure l'approche permettant de comparer les mesures de longueur utilisées : le texte cadastral indique les écarts spécifiques au nome par rapport à une longueur de 100 coudées royales standard.

### Nomes de Haute-Égypte
|    |                                    |                                                      |                     |  |  |  |  |  |  |  |  |  |  |  |  |  |  |  |  |
| 1  | Nome du Pays de Nubie              | Horus / signe de l'île (jw), c'st-à-dire Éléphantine | 10,5 iterou, 2 kha  |  |  |  |  |  |  |  |  |  |  |  |  |  |  |  |  |
| 2  | Nome du Trône d'Horus              | Horus de Behedet / Edfou (Bḥdt)                      | 3 iterou, 2 kha     |  |  |  |  |  |  |  |  |  |  |  |  |  |  |  |  |
| 3  | Nome de la Forteresse              | Nekhbet / Nekheb (Nḫb)                               | 2,5 iterou, 2 kha   |  |  |  |  |  |  |  |  |  |  |  |  |  |  |  |  |
| 4  | Nome du Sceptre                    | Montou / Hermonthis (Jwny)                           | 3 iterou, 2 kha     |  |  |  |  |  |  |  |  |  |  |  |  |  |  |  |  |
| 5  | Nome des Deux Divinités            | Min / Coptos (Gbtjw)                                 | 3 iterou, 4 kha     |  |  |  |  |  |  |  |  |  |  |  |  |  |  |  |  |
| 6  | Nome du Crocodile                  | Hathor / Dendérah (Iwn.t)                            | 4 iterou, 5 kha     |  |  |  |  |  |  |  |  |  |  |  |  |  |  |  |  |
| 7  | Nome de la Bât                     | Bât / Diospolis Parva (Bȝtjw)                        | 4 iterou, 3 kha     |  |  |  |  |  |  |  |  |  |  |  |  |  |  |  |  |
| 8  | Nome de la Grande Terre            | Osiris Khentamentiou / Abydos (ȝbḏw)                 | 6 iterou, 6 kha     |  |  |  |  |  |  |  |  |  |  |  |  |  |  |  |  |
| 9  | Nome de Min                        | Min / Akhmîm (Ipou)                                  | 4 iterou, 4 kha     |  |  |  |  |  |  |  |  |  |  |  |  |  |  |  |  |
| 10 | Nome du Cobra                      | Ouadjet / perdu : Antaeopolis (Ṯbw) ?                | 3 iterou, 2 kha     |  |  |  |  |  |  |  |  |  |  |  |  |  |  |  |  |
| 11 | Nome de Seth                       | Horus & Seth / Miqer (Mjḳr) (= Hypselis ?)           | ≤2 iterou, 3 kha    |  |  |  |  |  |  |  |  |  |  |  |  |  |  |  |  |
| 12 | Nome de la Vipère de montagne      | Matit / Hiéracon (Jȝkm.t)                            | 5 iterou, 6 kha     |  |  |  |  |  |  |  |  |  |  |  |  |  |  |  |  |
| 13 | Nome supérieur du Sycomore         | Oupouaout / Assiout (Sȝw.t)                          | 6 iterou, 6 kha     |  |  |  |  |  |  |  |  |  |  |  |  |  |  |  |  |
| 14 | Nome inférieur du Sycomore         | Hathor / perdu : Cusae (Ḳis) ?                       | 3 iterou, 6 kha     |  |  |  |  |  |  |  |  |  |  |  |  |  |  |  |  |
| 15 | Nome du Lièvre                     | Aha / Hermopolis Magna (Ḫmnw)                        | 3 iterou, 3 (?) kha |  |  |  |  |  |  |  |  |  |  |  |  |  |  |  |  |
| 16 | Nome de l'Oryx                     | Horus de Hebenou / Hebenou (Wnw)                     | 4 iterou, 7 kha     |  |  |  |  |  |  |  |  |  |  |  |  |  |  |  |  |
| 17 | Nome du Chacal                     | Anubis / Hénou (Ḥnw)                                 | 4 iterou, 3 kha     |  |  |  |  |  |  |  |  |  |  |  |  |  |  |  |  |
| 18 | Nome du Faucon aux ailes déployées | Nemty / Hout Nesout (Ḥw.t-nsw.t)                     | 6 iterou, 3 kha     |  |  |  |  |  |  |  |  |  |  |  |  |  |  |  |  |
| 19 | Nome des Deux sceptres             | Ouabouy / Ounes (Wns) & Oxyrhynque (Jˁḳ)             | 4 iterou, 7 kha     |  |  |  |  |  |  |  |  |  |  |  |  |  |  |  |  |
| 20 | Nome supérieur du Laurier rose     | absent                                               | 3 iterou, 4 kha     |  |  |  |  |  |  |  |  |  |  |  |  |  |  |  |  |
| 21 | Nome inférieur du Laurier rose     | Khnoum / absent                                      | 3 (?) iterou, 4 kha |  |  |  |  |  |  |  |  |  |  |  |  |  |  |  |  |
| 22 | Nome du Couteau                    | Neith & Sobek / Atfieh (Tp-jḥ.w)                     | 6 iterou, 6 kha     |  |  |  |  |  |  |  |  |  |  |  |  |  |  |  |  |

Le vingt-deuxième nome contient à gauche dans l'image, à la deuxième ligne, l'ajout « Lac du sud » (šp-šmˁw-pḥ(wj)), cela signifie que le Fayoum appartenait donc au vingt-deuxième nome de Haute-Égypte.

### Nomes de Basse-Égypte
Les sources concordent en ce qui concerne l'ordre des nomes 1 à 9 de la Basse-Égypte, mais la liste de Sésostris s'écarte ensuite de l'ordre « canonique » (ici entre parenthèses). Certaines descriptions de nomes n'ont pas été conservées.
|         |                                         |                                                       |                            |         |  |  |  |  |  |  |  |  |  |  |  |  |  |  |  |
| 1       | Nome de la Muraille blanche             | Dieu inconnu, Horus et Ptah/ Memphis (Jnb.w-ḥḏ)       | 4 iterou, 1 kha            | 42,5    |  |  |  |  |  |  |  |  |  |  |  |  |  |  |  |
| 2       | Nome de la Cuisse                       | Khenty-Khem / Létopolis (Ḫm)                          | 6 iterou, 6 kha            | 66,1    |  |  |  |  |  |  |  |  |  |  |  |  |  |  |  |
| 3       | Nome de l'Occident                      | Hâpi, Apis et Hathor / Maison de la vache (Ḥw.t-jhjt) | 14 iterou, 1 kha           | 147,5   |  |  |  |  |  |  |  |  |  |  |  |  |  |  |  |
| 4       | Nome inférieur de Neith                 | Neith et Sobek / aucun lieu indiqué                   | 5 iterou, 1 kha            | 52      |  |  |  |  |  |  |  |  |  |  |  |  |  |  |  |
| 5       | Nome supérieur de Neith                 | Neith ? / Saïs (Sȝw)                                  | 1/2 iterou, 1 kha          | 5,8     |  |  |  |  |  |  |  |  |  |  |  |  |  |  |  |
| 6       | Nome du Taureau de la montagne          | Rê / Xoïs (Ḫȝsww)                                     | 14 iterou, 7 kha           | 150,7   |  |  |  |  |  |  |  |  |  |  |  |  |  |  |  |
| 7       | Nome du Harpon à cordes-côté occidental | Ha / aucun lieu indiqué                               | ≥5 iterou, ? kha           | ≥52     |  |  |  |  |  |  |  |  |  |  |  |  |  |  |  |
| 8       | Nome du Harpon à cordes-côté oriental   | dieu non identifié (Atoum ?) / Pithôm (Ṯkw)           | 4,5 iterou, 6 kha          | 50,5    |  |  |  |  |  |  |  |  |  |  |  |  |  |  |  |
| 9       | Nome d'Andjety                          | Osiris / Bousiris (Ḏdw)                               | 13 ? iterou, 1 kha         | 137,3 ? |  |  |  |  |  |  |  |  |  |  |  |  |  |  |  |
| 10      | perdu : Nome du Taureau noir ?          | -                                                     | -                          | -       |  |  |  |  |  |  |  |  |  |  |  |  |  |  |  |
| 11      | perdu : Nome du Taureau recensé ?       | -                                                     | -                          | -       |  |  |  |  |  |  |  |  |  |  |  |  |  |  |  |
| 12      | perdu : Nome du Veau divin ?            | -                                                     | -                          | -       |  |  |  |  |  |  |  |  |  |  |  |  |  |  |  |
| 13 (15) | perdu : Nome de l'Ibis ?                | -                                                     | -                          | -       |  |  |  |  |  |  |  |  |  |  |  |  |  |  |  |
| 14 (16) | Nome du Dauphin                         | aucun dieu indiqué / Mendès (Ḏdt)                     | 12 iterou, 6 kha, 3 setjat | 129,3   |  |  |  |  |  |  |  |  |  |  |  |  |  |  |  |
| 15 (13) | Nome du Sceptre intact                  | Isis & Bastet / Bubastis (Sw)                         | 15 iterou, 3 kha, 4 setjat | 159,3   |  |  |  |  |  |  |  |  |  |  |  |  |  |  |  |
| 16 (14) | Nome de l'Orient                        | Horus / Hout-Bénou (Ḥw.t-bnw)                         | 3 iterou, 2 kha            | 32,5    |  |  |  |  |  |  |  |  |  |  |  |  |  |  |  |

### Informations supplémentaires
À l'époque de Sésostris Ier, la Basse-Égypte était divisée en seulement 16 nomes. Sur les 22 colonnes disponibles sur le côté nord de la chapelle blanche, la colonne 17 a donc été utilisée pour la légende et les colonnes 18 à 22 pour d'autres informations cadastrales.
Colonne 17 (légende de la liste précédente) :
- Ligne 3 : comme dans la colonne 22 de la Haute-Égypte, elle contient l'unité de longueur (jtrw) Iterou pour les chiffres sans unités dans cette ligne sous les noms ;
- Ligne 4 : liste des setjat (rḫt n sṯȝt) ;
- Ligne 5 : soustraire (ḫbj), c'est-à-dire ce qui doit être déduit d'un setjat ;
- Ligne 6 : reste (ḏȝt).

Colonnes 18 à 22
- Ligne 1 : « Behdet (Bḥdt) à l'extrême nord des nomes de la Basse-Égypte jusqu'au nome memphite au début des nomes de la Basse-Égypte. » ;
- Lignes 2 + 3 : hauteur mythologique de l'inondation idéale pour différentes régions et différents lieux ;
- Lignes 4 à 6 : texte sur la longueur de l'Égypte, suivi dans les colonnes 20 à 22 d'informations techniques de mesure (Iterou, largeur de main, doigt ; mesure de surface kha).

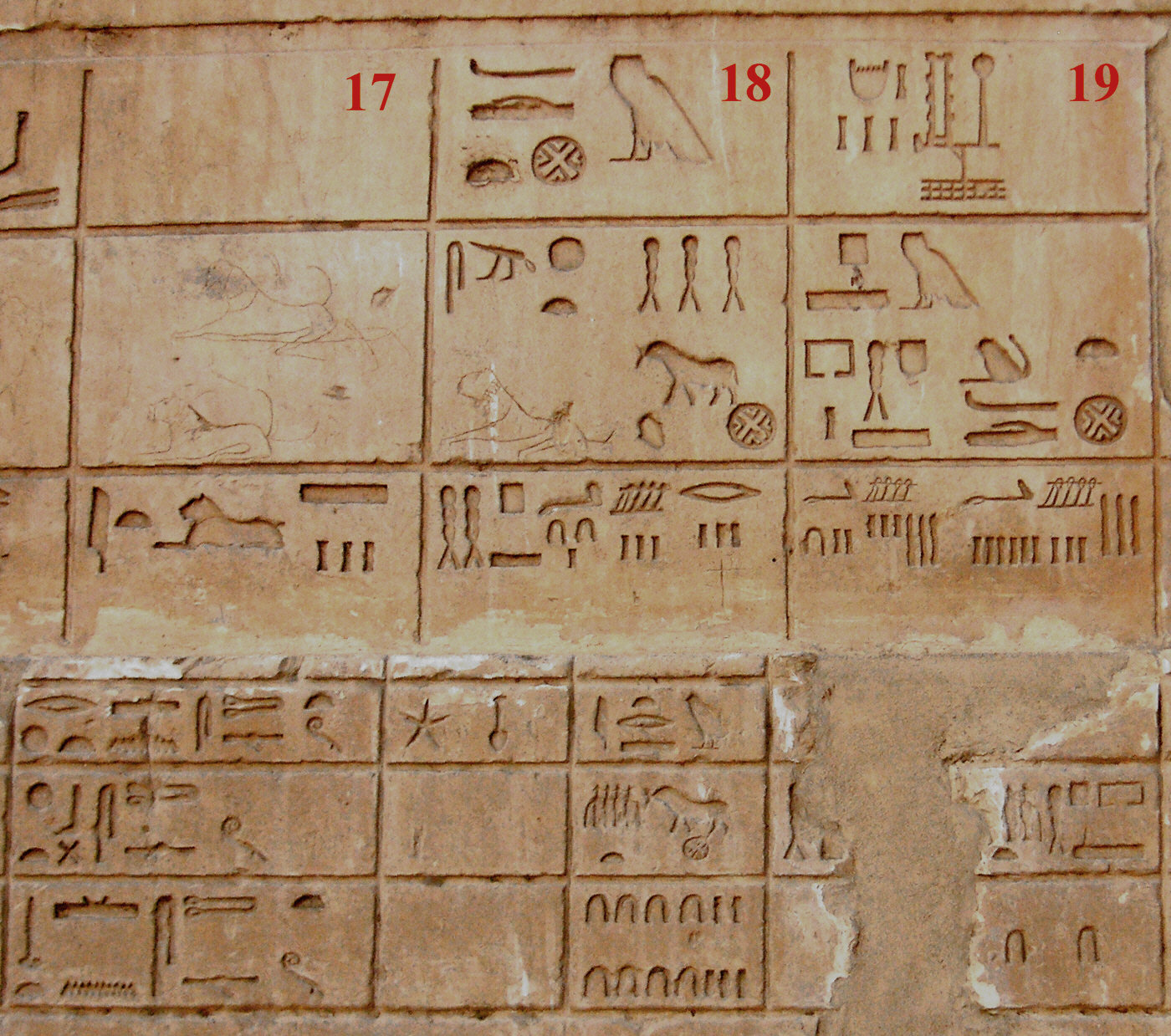
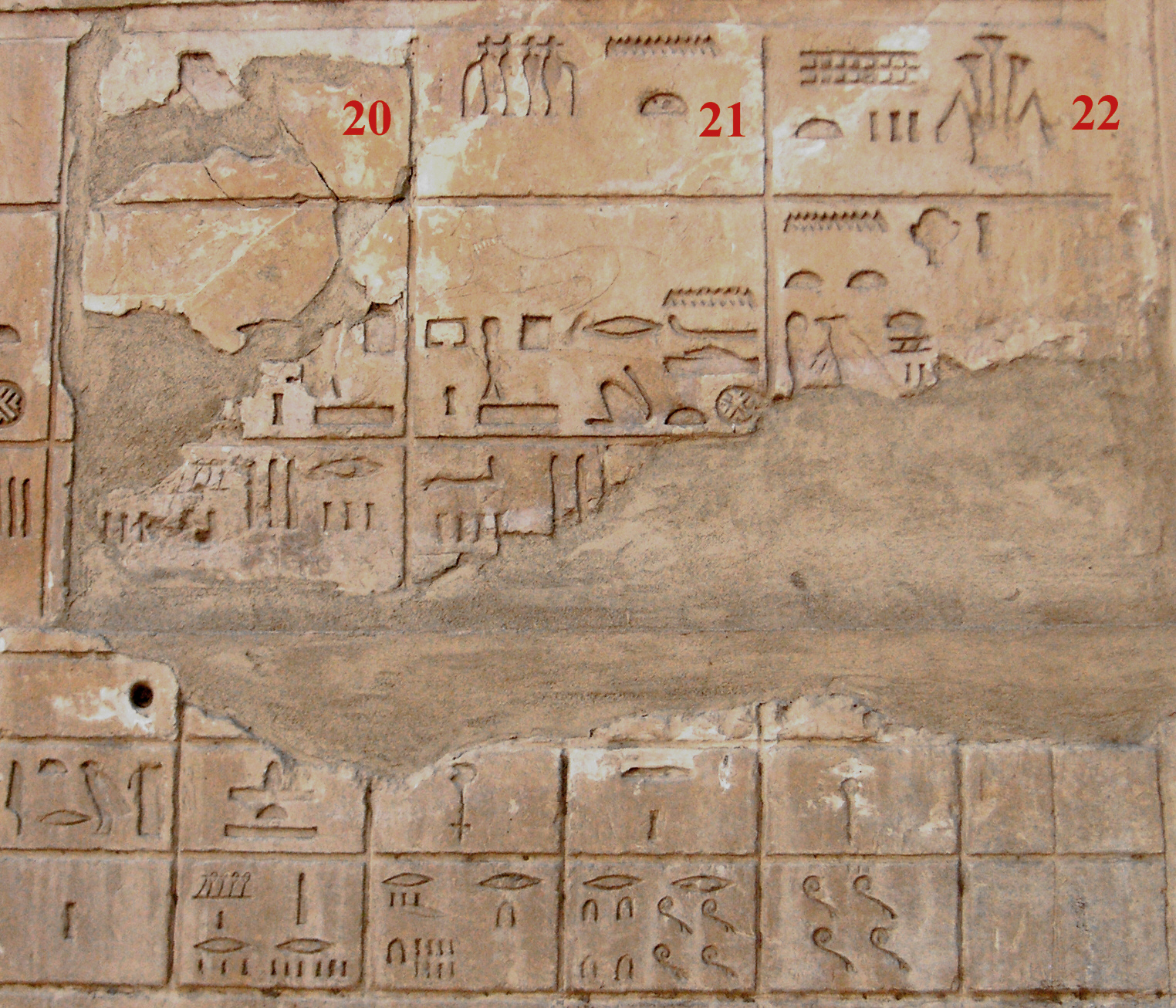